# Antonio Maria Cadolini
Antonio Maria Cadolini, B., italijanski rimskokatoliški duhovnik, škof in kardinal, * 10. julij 1771, Ancona, † 1. avgust 1851, Ancona.

## Življenjepis
19. aprila 1794 je prejel duhovniško posvečenje.
19. aprila 1822 je bil imenovan za škofa Cesene in 21. aprila istega leta je prejel škofovsko posvečenje.
12. februarja 1838 je bil imenovan za škofa Ancone e Numane.
19. junija 1843 je bil povzdignjen v kardinala in imenovan za kardinal-duhovnika S. Clemente.